# Ритон

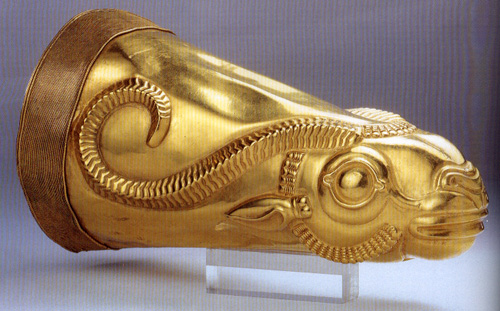
Золотий ритон періоду правління Імперії Ахеменідів (Іран)

Рито́н (дав.-гр. ρυτόν) — посудина у вигляді рога. Часто трапляються ритони з протомою у вигляді голови бика. На Сході та в іраномовних народів (наприклад, скіфів) ритон вважали священною посудиною й атрибутом царської влади. З його допомогою земні володарі зближувалися зі світом небесним. Згідно з легендою, записаною Геродотом, символи царської влади у вигляді золотого орала, ярма, сокири і чаші впали колись з неба. Вказані речі часто трапляються у похованнях скіфів.
Ритони були поширені також серед стародавніх слов'ян. Вживали їх для ритуальних обрядів, пов'язаних із язичництвом. Ритони були також необхідними атрибутами весільних обрядів.